# Leandro González Pírez
Leandro Martín González Pírez (ur. 26 lutego 1992 w Buenos Aires) – argentyński piłkarz pochodzenia portugalskiego występujący na pozycji środkowego obrońcy, od 2022 roku zawodnik River Plate.
Posiada również obywatelstwo portugalskie.